# Burkholderia pseudomallei
Burkholderia pseudomallei è un batterio gram negativo dotato di metabolismo aerobico. È l'agente eziologico della melioidosi, una malattia infettiva e contagiosa dei topi, trasmissibile all'uomo attraverso cibi e bevande contaminate. Può colpire anche capre, pecore e maiali.

## Habitat
Si trova principalmente nelle zone a clima temperato, in Asia meridionale, America centrale e nel nord dell'Australia. Vive sia nell'acqua che nel suolo.

## Diagnosi
L'esame di riferimento è una coltura del batterio da un qualsiasi prelievo (ematico, dell'urina, bioptico, broncoaspirato, ascitico, ecc.). Può essere utilizzata anche la PCR, che è un test più rapido ma meno sensibile.
Viene trattato con i  sulfamidici, diaminopirimidine e tetracicline che possono essere associate al cloramfenicolo.